# Neonauclea tricephala
Neonauclea tricephala är en måreväxtart som beskrevs av Colin Ernest Ridsdale. Neonauclea tricephala ingår i släktet Neonauclea och familjen måreväxter. Inga underarter finns listade i Catalogue of Life.